# 官田李氏大宗祠
官田李氏大宗祠，又名惇叙堂、火德公祠，位于福建省龙岩市上杭县稔田镇官田村，为李姓入闽始祖李火德祖祠，始建于清道光十六年（1836年），宣统元年（1909年）、1984年大修。宗祠坐北朝南，砖木结构，占地面积5600平方米，整个建筑呈“回”字形，除门厅、大厅为平房外，围楼全是二层楼房，共有住房104间，客厅26间，该祠规模宏大，设计合理，结构独特，是福建省代表性客家建筑之一。1996年9月2日公布为第四批福建省文物保护单位。2013年3月5日公布为第七批全国重点文物保护单位。
2024年6月17日，受持续性特大暴雨影响，李氏大宗祠东西两侧的横屋发生坍塌，受损建筑面积约1000平方米。